# Marx Model
(Mordechai) Marx Model (* im 17. Jahrhundert; † 1709 in Ansbach) war ein deutsch-jüdischer Hoffaktor in der Markgrafschaft Ansbach. 
Sein Großvater war der Hoffaktor Simon Model Öttingen. Dessen Tochter Sprinzel heiratete den Ansbacher Hofjuden Anschel Model. Ihr Sohn war Mordechai (Marx), der ab 1676 ebenso Hoffaktor und Druckereibesitzer in Ansbach wurde. In den 1680er Jahren erwarb er bereits, was Juden sonst nicht durften, größere Ländereien und handelte mit Grundstücken. Als Hof- und Militärlieferant für Markgraf Wilhelm Friedrich erhielt er großen politischen Einfluss. Auch im verbundenen Fürstentum Bayreuth stand er 1687 im Dienst. Zudem wurde er 1691 vom Leibzoll für seine Waren befreit. 
Mordechai setzte sich für seine Mitjuden intensiv ein. Er war Vorsteher der Gemeinde in Ansbach und unterhielt eine private Synagoge mit eigenem Kantor. Von 1691 bis 1701 hatte er das Monopol zum Talmuddruck für die gesamte Markgrafschaft. Er druckte zeitweilig auch in Fürth, der dortige jüdische Vorsteher, Elkan Fränkel, beschuldigte ihn der Unterschlagung und verdrängte ihn 1708 von seiner Hoffaktorenstelle in Ansbach. Mordechai und seine Söhne revanchierten sich durch den Sturz Fränkels, als gegen ihn 1712 ein Prozess wegen Gotteslästerung eröffnet wurde, der mit Stäupung und lebenslanger Haftstrafe für Fränkel endete. Doch war die ehemalige Vormacht nicht wieder zu bekommen, zahlreiche Mitglieder der Familie zogen mit Elias Model nach Pfalz-Neuburg, wo es ihm wieder gelang, eine freilich weniger einkömmliche Hoffaktorenstelle zu erhalten. Der Enkel Abraham Elias Model wurde von Monheim aus Hoffaktor in Öttingen.

## Einzelbelege
1. ↑  Cilli Kasper-Holtkotte: Die jüdische Gemeinde von Frankfurt/Main in der Frühen Neuzeit: Familien, Netzwerke und Konflikte eines jüdischen Zentrums. Walter de Gruyter, 2010, ISBN 978-3-11-023158-8 (google.de [abgerufen am 22. März 2020]).
2. ↑  Rolf Kießling: Jüdische Geschichte in Bayern: Von den Anfängen bis zur Gegenwart. Walter de Gruyter GmbH & Co KG, 2019, ISBN 978-3-11-039845-8 (google.de [abgerufen am 22. März 2020]).

| Personendaten    | Personendaten                          |
| ---------------- | -------------------------------------- |
| NAME             | Model, Marx                            |
| ALTERNATIVNAMEN  | Model, Mordechai; Mardochai ex Anspach |
| KURZBESCHREIBUNG | Ansbacher Hoffaktor und Drucker        |
| GEBURTSDATUM     | 17. Jahrhundert                        |
| STERBEDATUM      | 1709                                   |
| STERBEORT        | Ansbach                                |